# 阿南徹
阿南 徹（あなん とおる、1984年7月28日 - ）は、大分県大野郡緒方町（現在の豊後大野市）出身の元プロ野球選手（投手）。

## 経歴

### プロ入り前
小学3年時に野球を始める。柏原高では怪我の影響で公式戦未勝利に終わった。首都大学野球連盟所属の城西大学では4年時の春季リーグ戦で最優秀選手賞を受賞した。
2007年に社会人野球の日本通運に入団。2009年には、比嘉幹貴らと共に第38回IBAFワールドカップ日本代表に選出された。
2009年のプロ野球ドラフト会議で、オリックス・バファローズから5巡目で指名。契約金4000万円、年俸1000万円（金額は推定）という条件で入団した。背番号は43。

### オリックス時代

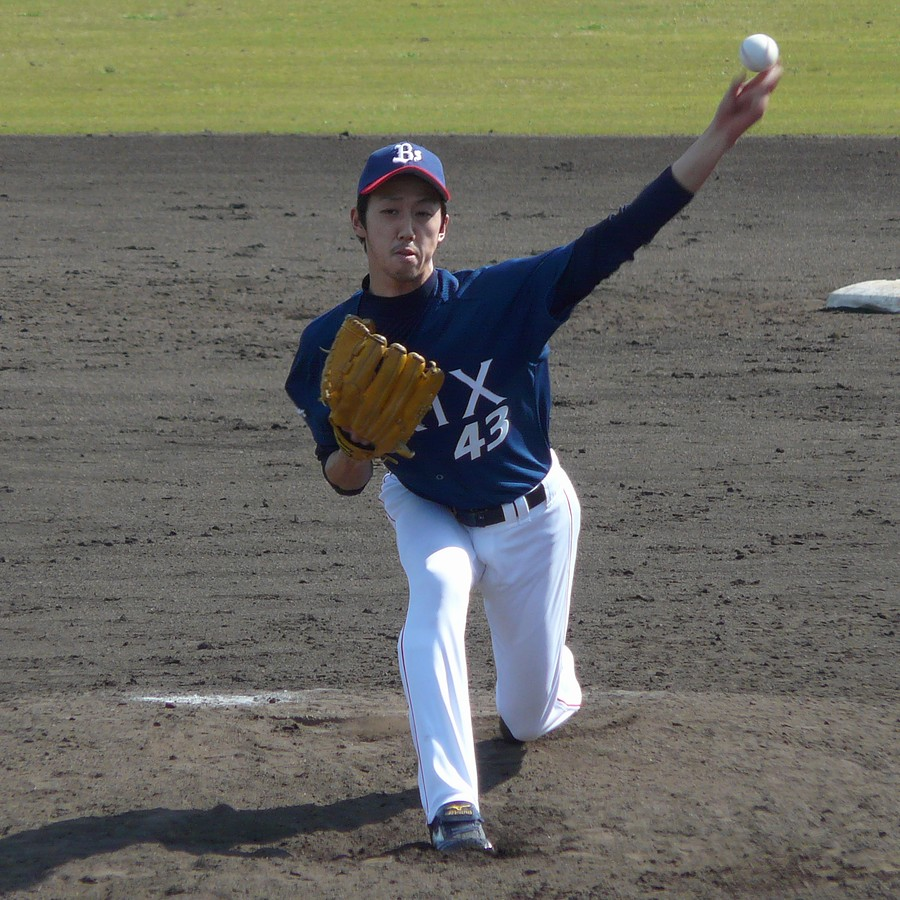
オリックス時代

2010年
チームの新人選手から唯一の開幕一軍入りを果たすが、制球が定まらず失点する場面が多く、一軍と二軍を往復した。6月20日の対北海道日本ハムファイターズ戦（京セラドーム大阪）では、8回表に小谷野栄一と金子誠からの満塁本塁打によって、1イニング8自責点を記録。この登板を最後に、一軍から遠ざかった。NPBの一軍公式戦で1人の投手が1イニングに2本の満塁本塁打を浴びた事例は、吉井理人がオリックス在籍中の2007年に記録して以来で、史上3例目（パシフィック・リーグ史上2例目）であった。また、「中継ぎ登板の投手」「ホームチーム側の投手」「失策の絡まない自責点8」という条件ではNPB史上初の記録に当たる。シーズン終了後の12月27日には、タレントの野口綾子と結婚したことが球団から発表されたが、後に離婚している。
2011年
日本通運時代のチームメイトだった比嘉が入団。阿南自身は一軍公式戦5試合に登板したが、勝敗は付かず、防御率は4.00であった。
2012年
ウエスタン・リーグ公式戦26試合に登板したが、0勝2敗、防御率4.78を記録するなど不振。プロ入り後初めて、一軍公式戦への登板機会がなかった。

### 巨人時代
2012年11月5日に、東野峻・山本和作との交換トレードによって、香月良太と共に読売ジャイアンツ（巨人）へ移籍することが発表された。背番号は99。
2013年
イースタン・リーグ公式戦では、主に先発で21試合に登板。8勝5敗、リーグ4位の防御率2.93を記録した。9月6日の対阪神タイガース戦（阪神甲子園球場）で救援投手として移籍後初の一軍マウンドを経験すると、一軍公式戦でのプロ入り初先発であった10月1日の対東京ヤクルトスワローズ戦（明治神宮野球場）では、5回を無失点に抑えて一軍初勝利を挙げた。しかし、一軍公式戦への登板機会は、以上2試合にとどまった。
2014年
イースタン・リーグ公式戦22試合に登板。8勝6敗ながら、リーグの最終規定投球回へ到達するとともに、防御率2.76で最優秀防御率のタイトルを獲得した。しかし、一軍公式戦には4試合の登板で、勝敗は付かなかった。
2015年
春先に一般女性と再婚。イースタン・リーグ公式戦14試合で3勝3敗を記録したが、一軍公式戦への登板機会はなかった。
2016年
一・二軍とも公式戦への登板機会がないまま、10月2日に球団から戦力外通告を受けたことを機に、現役引退を表明した。10月25日に、NPBから任意引退選手として公示。

### 現役引退後
巨人に球団職員として引き続き在籍。2017年からは、球団が運営する少年野球スクール「ジャイアンツアカデミー」のコーチとして活動する。
2018年限りでアカデミーのコーチを退任。2019年からジャイアンツの広報部、2022年からは一軍サブマネジャーを兼任する。2024年は一軍マネージャー。

## 選手としての特徴
低めにボールを集めゴロを打たせてとるタイプ。最速140km/hを超える直球、縦のスライダー、フォークボール、ツーシームが持ち球。先発とリリーフの両方をこなせると評価されている。川口和久コーチはストレートを評価する一方、変化球の精度が課題だとしている。オリックス時代はスライダーを中心とした変化球投手だったが、巨人移籍後は新たに習得したツーシームと直球で攻めるタイプに変わった。
2012年秋にサイドスローに転向したが、翌2013年の春季キャンプでは腕の位置を再び高くするなどフォームを模索している。
左腕投手では珍しいスイッチヒッターであったが、プロ二年目の2011年より左打ちに登録を変更している。

## 詳細情報

### 年度別投手成績
| 年 度     | 球 団      | 登 板 | 先 発 | 完 投 | 完 封 | 無 四 球 | 勝 利 | 敗 戦 | セ 丨 ブ | ホ 丨 ル ド | 勝 率 | 打 者 | 投 球 回 | 被 安 打 | 被 本 塁 打 | 与 四 球 | 敬 遠 | 与 死 球 | 奪 三 振 | 暴 投 | ボ 丨 ク | 失 点 | 自 責 点 | 防 御 率 | W H I P |
| --------- | ---------- | ----- | ----- | ----- | ----- | -------- | ----- | ----- | -------- | ----------- | ----- | ----- | -------- | -------- | ----------- | -------- | ----- | -------- | -------- | ----- | -------- | ----- | -------- | -------- | ------- |
| 2010      | オリックス | 17    | 0     | 0     | 0     | 0        | 0     | 0     | 0        | 2           | ----  | 75    | 14.2     | 23       | 2           | 9        | 0     | 2        | 10       | 1     | 0        | 17    | 17       | 10.43    | 2.19    |
| 2011      | オリックス | 5     | 0     | 0     | 0     | 0        | 0     | 0     | 0        | 0           | ----  | 36    | 9.0      | 8        | 1           | 1        | 0     | 0        | 8        | 1     | 0        | 4     | 4        | 4.00     | 1.00    |
| 2013      | 巨人       | 2     | 1     | 0     | 0     | 0        | 1     | 0     | 0        | 0           | 1.000 | 27    | 7.0      | 6        | 0           | 1        | 0     | 0        | 3        | 2     | 0        | 2     | 2        | 2.57     | 1.00    |
| 2014      | 巨人       | 4     | 1     | 0     | 0     | 0        | 0     | 0     | 0        | 0           | ----  | 24    | 5.0      | 7        | 1           | 3        | 0     | 0        | 4        | 0     | 0        | 3     | 3        | 5.40     | 2.00    |
| 通算：4年 | 通算：4年  | 28    | 2     | 0     | 0     | 0        | 1     | 0     | 0        | 2           | 1.000 | 162   | 35.2     | 44       | 4           | 14       | 0     | 2        | 25       | 4     | 0        | 26    | 26       | 6.56     | 1.63    |

### 年度別守備成績
| 年 度 | 球 団      | 投手  | 投手  | 投手  | 投手  | 投手  | 投手     |
| 年 度 | 球 団      | 試 合 | 刺 殺 | 補 殺 | 失 策 | 併 殺 | 守 備 率 |
| ----- | ---------- | ----- | ----- | ----- | ----- | ----- | -------- |
| 2010  | オリックス | 17    | 0     | 1     | 0     | 0     | 1.000    |
| 2011  | オリックス | 5     | 0     | 3     | 0     | 0     | 1.000    |
| 2013  | 巨人       | 2     | 2     | 1     | 0     | 0     | 1.000    |
| 2014  | 巨人       | 4     | 0     | 3     | 0     | 0     | 1.000    |
| 通算  | 通算       | 28    | 2     | 8     | 0     | 0     | 1.000    |

### 記録
初記録
- 初登板：2010年3月27日、対福岡ソフトバンクホークス2回戦（福岡Yahoo! JAPANドーム）、8回裏1死に3番手で救援登板、1/3回無失点
- 初奪三振：2010年4月4日、対千葉ロッテマリーンズ3回戦（京セラドーム大阪）、7回表に金泰均から空振り三振
- 初ホールド：2010年5月5日、対福岡ソフトバンクホークス9回戦（京セラドーム大阪）、11回表に5番手で救援登板、1回無失点
- 初先発・初勝利・初先発勝利：2013年10月1日、対東京ヤクルトスワローズ21回戦（明治神宮野球場）、5回無失点

その他の記録
- 1イニング被満塁本塁打2本：2010年6月20日、対北海道日本ハムファイターズ11回戦（京セラドーム大阪）、8回表に小谷野栄一、金子誠に被弾 ※史上3人目、中継ぎ投手初

### 背番号
- 43 （2010年 - 2012年）
- 99 （2013年 - 2016年）